# Fontaine-Fourches
Fontaine-Fourches és un municipi francès, situat al departament de Sena i Marne i a la regió de Illa de França. L'any 2007 tenia 563 habitants.
Forma part del cantó de Provins, del districte de Provins i de la Comunitat de comunes Bassée-Montois.

## Demografia

### Població
El 2007 la població de fet de Fontaine-Fourches era de 563 persones. Hi havia 189 famílies, de les quals 40 eren unipersonals (28 homes vivint sols i 12 dones vivint soles), 60 parelles sense fills, 85 parelles amb fills i 4 famílies monoparentals amb fills.
La població ha evolucionat segons el següent gràfic:
Habitants censats

### Habitatges
El 2007 hi havia 248 habitatges, 198 eren l'habitatge principal de la família, 30 eren segones residències i 20 estaven desocupats. 244 eren cases i 4 eren apartaments. Dels 198 habitatges principals, 178 estaven ocupats pels seus propietaris, 18 estaven llogats i ocupats pels llogaters i 2 estaven cedits a títol gratuït; 9 tenien dues cambres, 36 en tenien tres, 66 en tenien quatre i 87 en tenien cinc o més. 145 habitatges disposaven pel capbaix d'una plaça de pàrquing. A 82 habitatges hi havia un automòbil i a 96 n'hi havia dos o més.

### Piràmide de població
La piràmide de població per edats i sexe el 2009 era:
| Homes | Edats   | Dones |
| ----- | ------- | ----- |
| 0     | 95 o +  | 0     |
| 0     | 90 a 94 | 4     |
| 0     | 85 a 89 | 0     |
| 8     | 80 a 84 | 12    |
| 24    | 75 a 79 | 24    |
| 0     | 70 a 74 | 4     |
| 8     | 65 a 69 | 8     |
| 8     | 60 a 64 | 16    |
| 28    | 55 a 59 | 12    |
| 12    | 50 a 54 | 24    |
| 24    | 45 a 49 | 12    |
| 16    | 40 a 44 | 20    |
| 20    | 35 a 39 | 20    |
| 8     | 30 a 34 | 16    |
| 8     | 25 a 29 | 4     |
| 16    | 20 a 24 | 8     |
| 16    | 15 a 19 | 16    |
| 20    | 10 a 14 | 24    |
| 16    | 5 a 9   | 16    |
| 4     | 0 a 4   | 16    |

## Economia
El 2007 la població en edat de treballar era de 338 persones, 251 eren actives i 87 eren inactives. De les 251 persones actives 226 estaven ocupades (137 homes i 89 dones) i 25 estaven aturades (10 homes i 15 dones). De les 87 persones inactives 20 estaven jubilades, 18 estaven estudiant i 49 estaven classificades com a «altres inactius».

### Ingressos
El 2009 a Fontaine-Fourches hi havia 207 unitats fiscals que integraven 554,5 persones, la mediana anual d'ingressos fiscals per persona era de 17.164 €.

### Activitats econòmiques
Dels 22 establiments que hi havia el 2007, 1 era d'una empresa extractiva, 6 d'empreses de construcció, 5 d'empreses de comerç i reparació d'automòbils, 1 d'una empresa de transport, 2 d'empreses d'hostatgeria i restauració, 1 d'una empresa d'informació i comunicació, 1 d'una empresa financera, 1 d'una empresa immobiliària, 2 d'empreses de serveis i 2 d'empreses classificades com a «altres activitats de serveis».
Dels 7 establiments de servei als particulars que hi havia el 2009, 3 eren paletes, 2 guixaires pintors i 2 restaurants.
L'únic establiment comercial que hi havia el 2009 era una botiga d'electrodomèstics.
L'any 2000 a Fontaine-Fourches hi havia 10 explotacions agrícoles que ocupaven un total de 846 hectàrees.

## Equipaments sanitaris i escolars
El 2009 hi havia una escola elemental integrada dins d'un grup escolar amb les comunes properes formant una escola dispersa.

## Poblacions més properes
El següent diagrama mostra les poblacions més properes.